# Machimus chaldaeus
Machimus chaldaeus là một loài ruồi trong họ Asilidae. Machimus chaldaeus được Janssens miêu tả năm 1961. Loài này phân bố ở vùng Cổ Bắc giới và châu Á.